# Barreirinha (kommun)
Barreirinha är en kommun i Brasilien.   Den ligger i delstaten Amazonas, i den centrala delen av landet, 1 700 km nordväst om huvudstaden Brasília. Antalet invånare är 27 361.
Följande samhällen finns i Barreirinha:
- Barreirinha

I omgivningarna runt Barreirinha växer i huvudsak städsegrön lövskog. Trakten runt Barreirinha är nära nog obefolkad, med mindre än två invånare per kvadratkilometer.